# Schomann Antal
Schomann Antal (Pest, 1858. szeptember 10. – Budapest, 1914. szeptember 9.) magyar építész és építőmester.

## Élete
Schomann József és Rajkó Borbála fiaként született. Számos budapesti épületnél működött kivitelezőként (korabeli szóhasználattal építőmesterként), de voltak saját tervezései is. Nagyobb szabású munkája a Váci út 21. szám alatt található iskolaépület, amely napjainkban BMSZC Bolyai János Műszaki Technikum és Kollégium néven működik.
A Margit körút 5/a-b. bérházakban működik napjainkban a Bem Mozi. Érdekesség, hogy az 5/a. épület homlokzatát az ezredfordulót követően felújították, de az 5/b.-t nem.
Részt vett a Somossy Orpheum (ma: Budapesti Operettszínház) tervezésében is Fellner és Helmer mellett.

## Ismert épületei
- 1885: iskolaépület (ma: BMSZC Bolyai János Műszaki Technikum és Kollégium), Budapest, Váci út 21.[8]
- 1885: Wörner-bérház, Budapest, Váci út 50.[9]
- 1887: Lakos-bérház, Budapest, Bezerédj u. 8.[10]
- 1888–1889: Feledi-bérház, Budapest, Erzsébet körút 36.[11]
- 1893: Wertheim-bérház, Budapest, Podmaniczky u. 9.[12]
- 1895: Szécsi-bérpalota, Budapest, Belgrád rakpart 18.
- 1896: bérház, Budapest, Magdolna u. 10/b.[13]
- 1897: Kozma-bérház, Budapest, Tavaszmező u. 8.[14]
- 1897: Rock-bérház, Budapest, Garam u. 34.[15]
- 1897: Csillag-bérpalota, Budapest, Kertész utca 50. / Király utca 59/a.[16]
- 1907–1908: a Budai Irgalmas Rend bérháza, Budapest, Margit körút 5/a. / Frankel Leó út 24.
- 1907–1908: a Budai Irgalmas Rend bérháza, Budapest, Margit körút 5/b. / Török utca 1.

### Csak kivitelező volt
- 1895–1896: Frankl-bérház, Budapest, Váci út 6.[17] (tervezte: Wellisch Alfréd)[18]

## Képtár

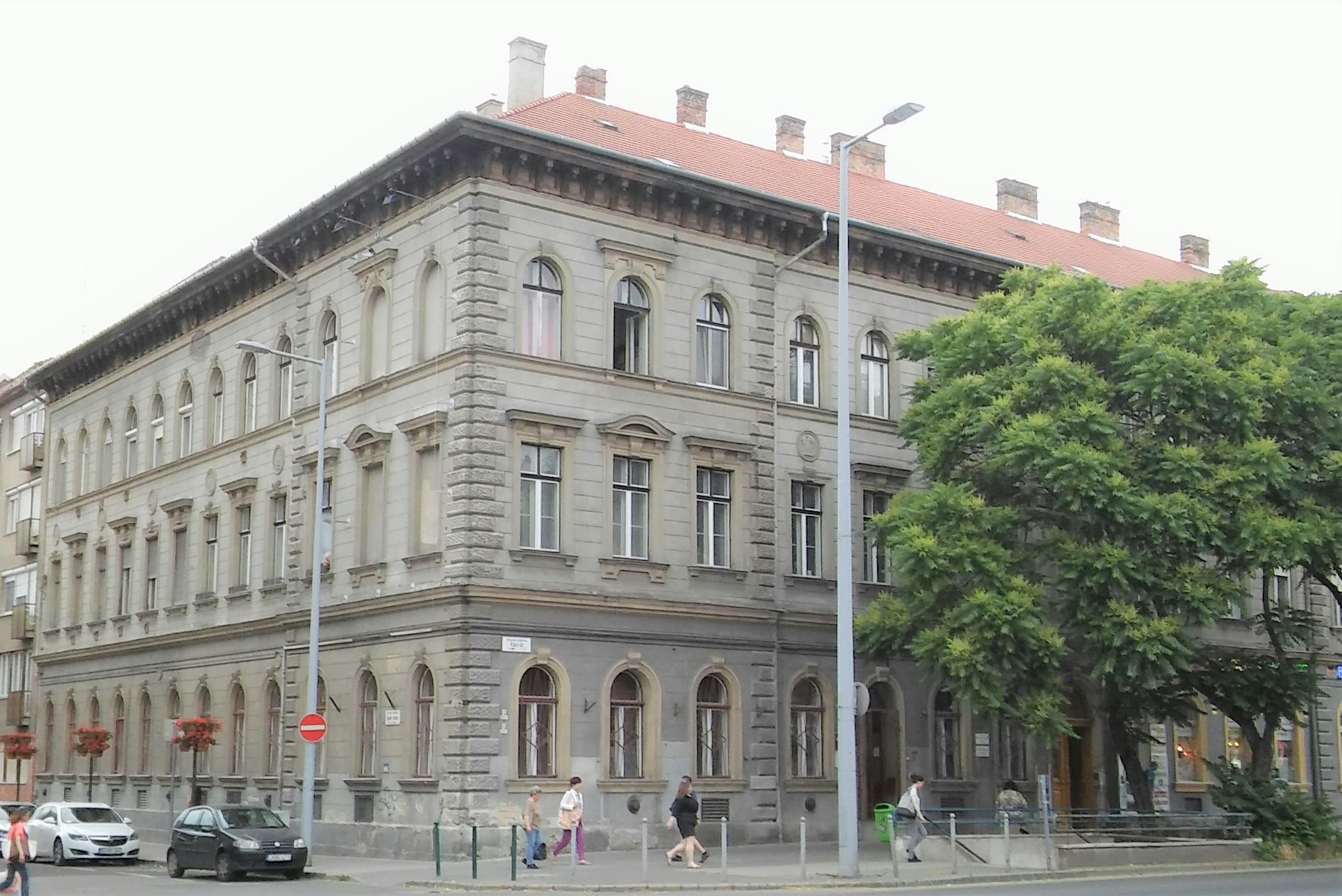
Wörner-bérház, Váci út 50.
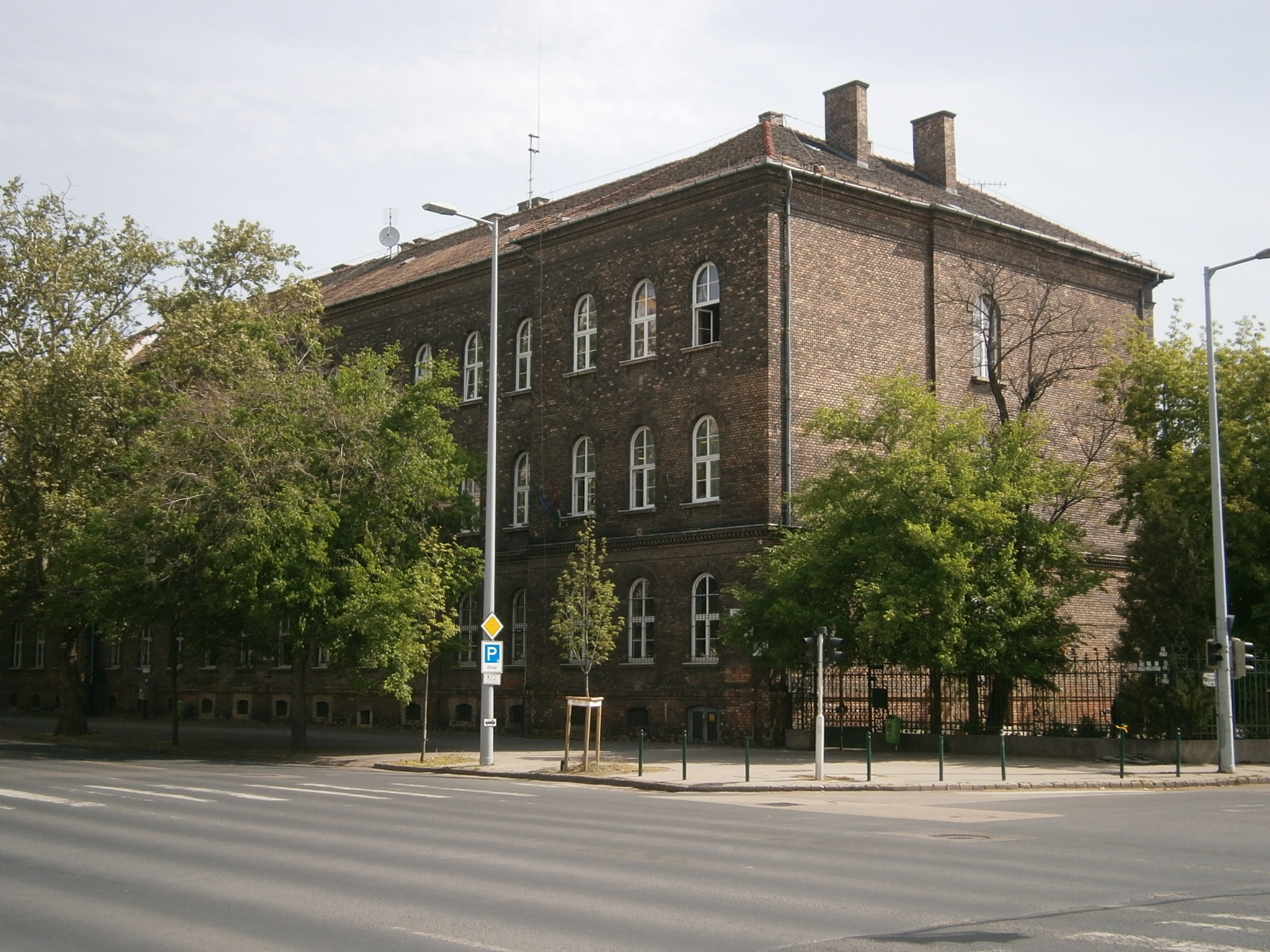
iskolaépület, Váci út 21.
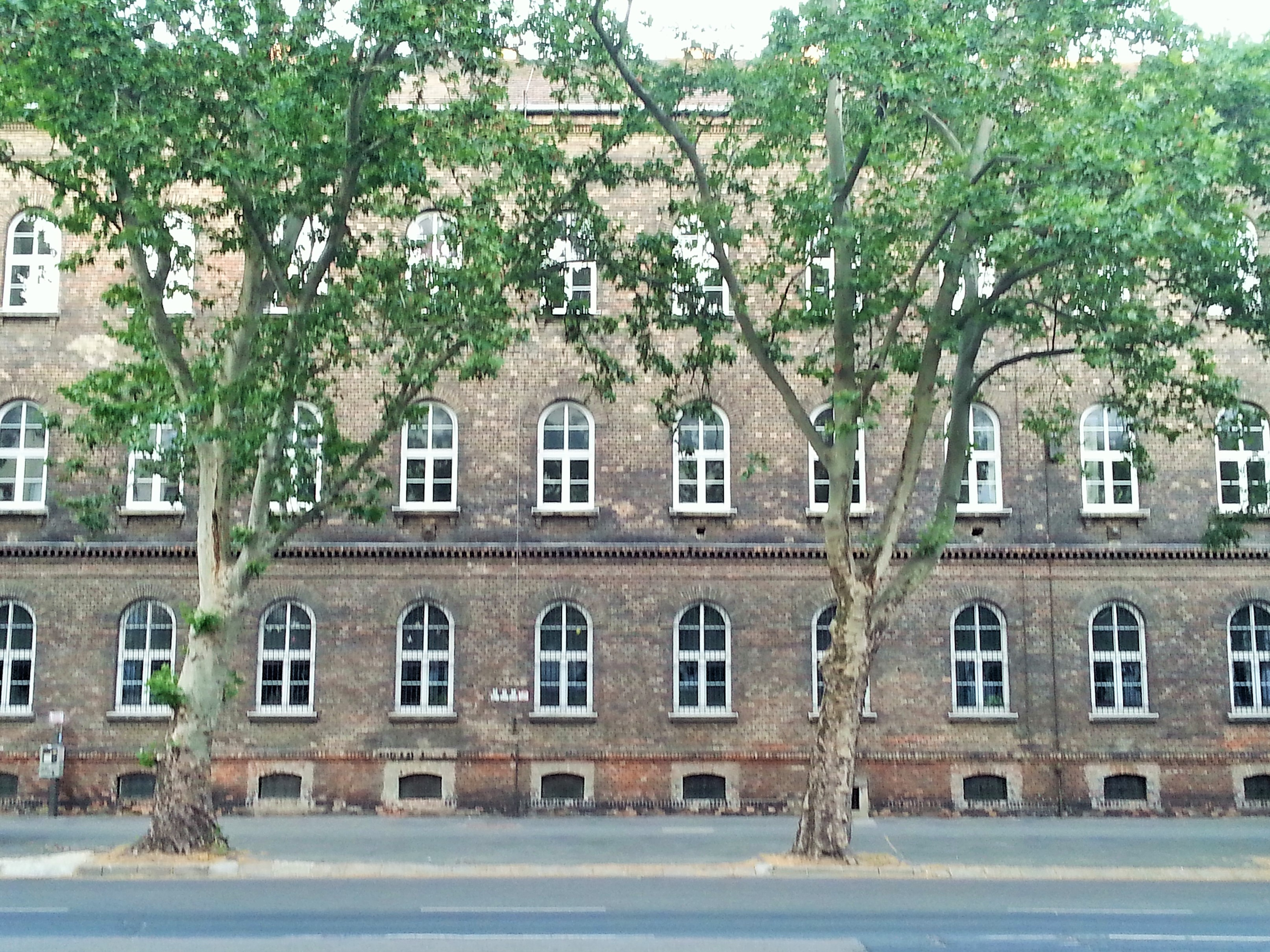
iskolaépület, Váci út 21.
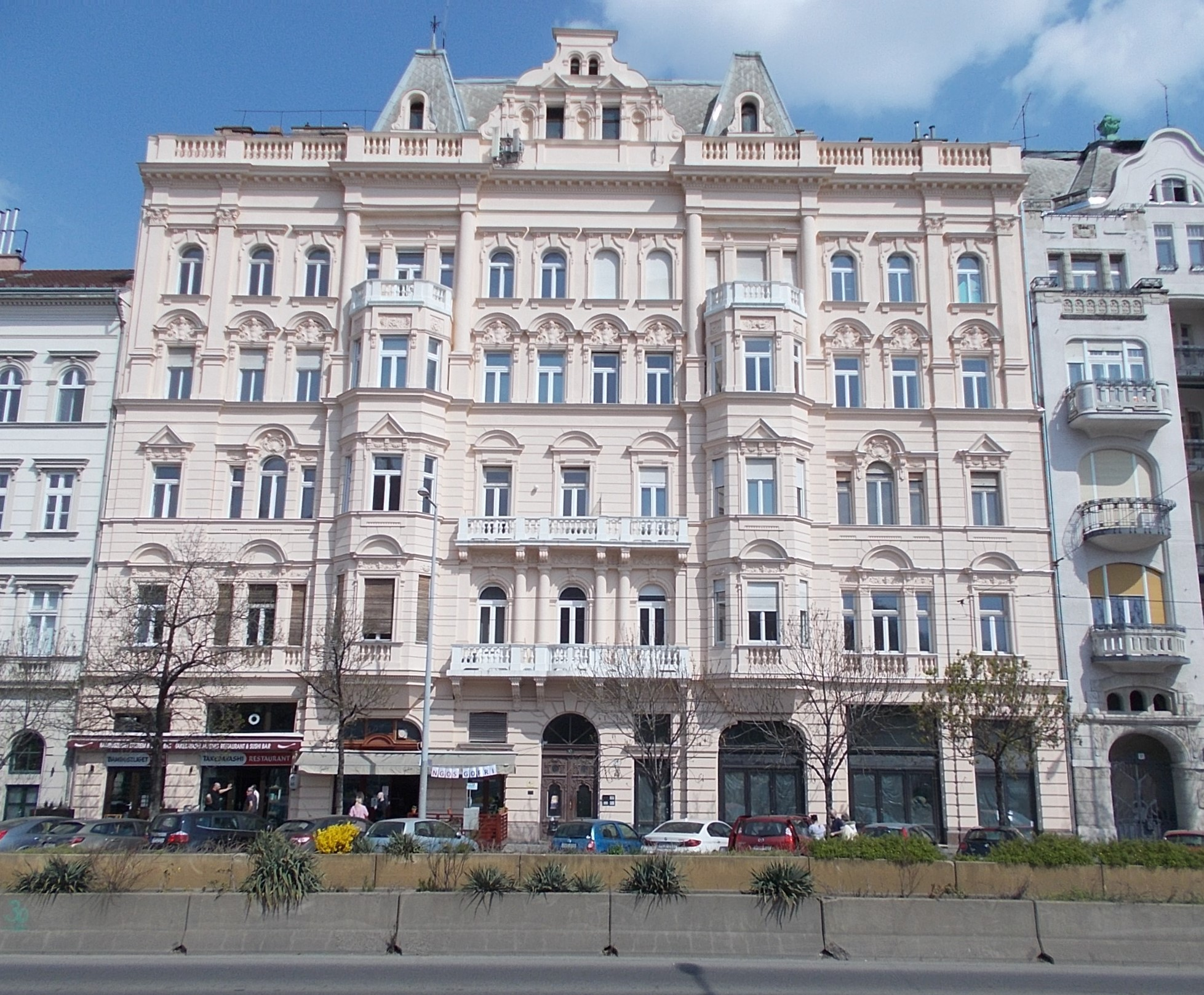
Szécsi-bérpalota, Belgrád rakpart 18.
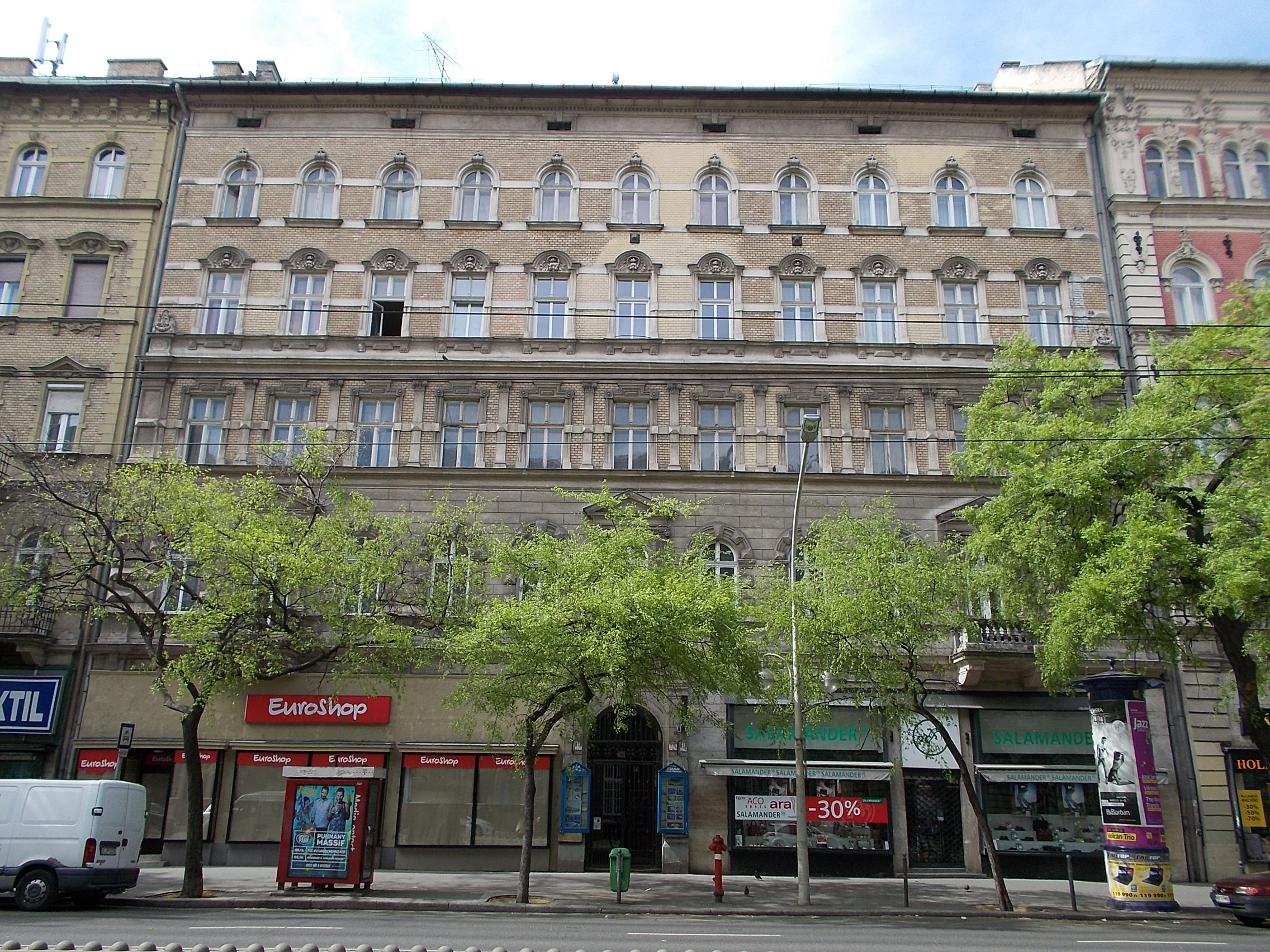
Feledi-bérház, Erzsébet körút 36.
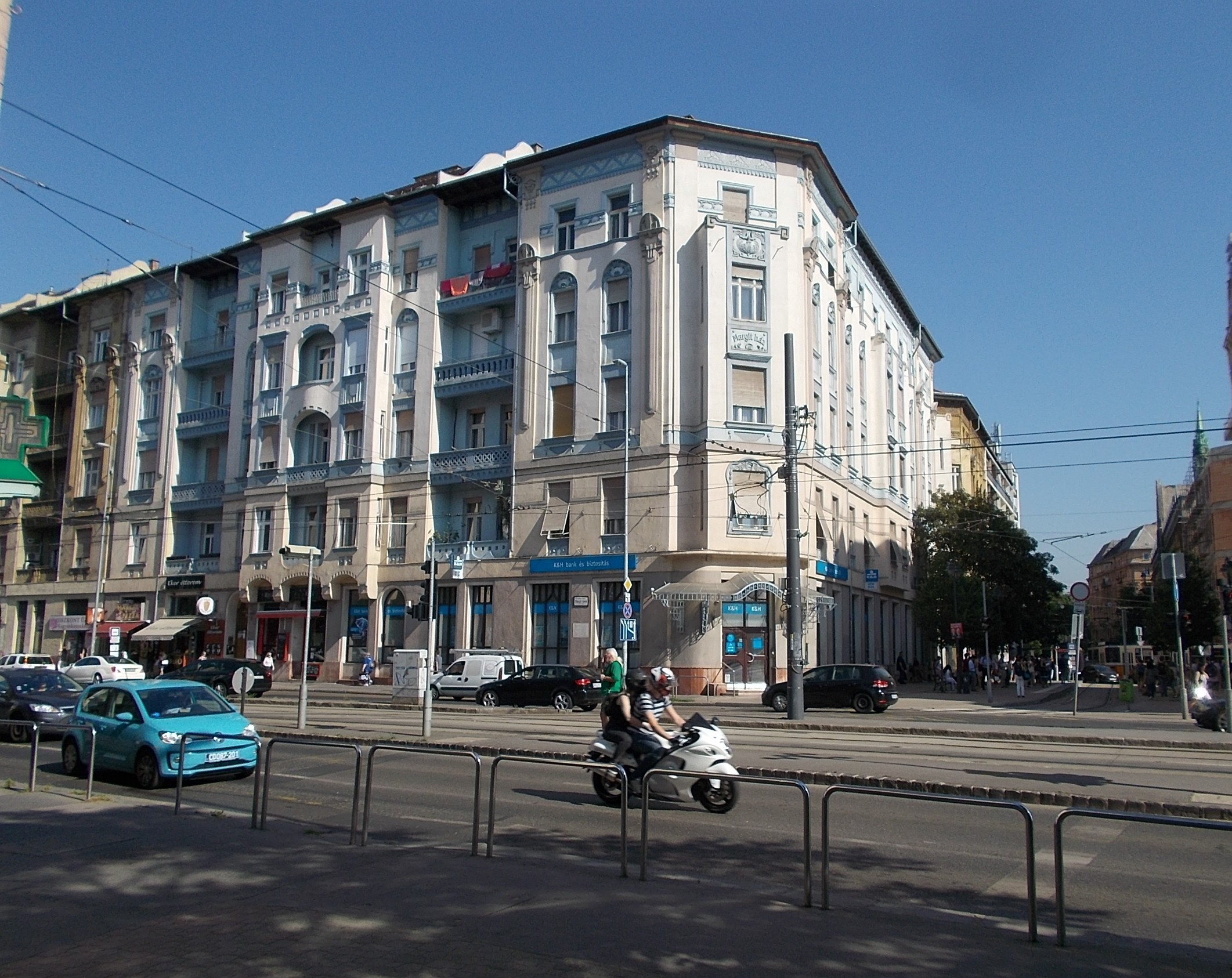
Budai Irgalmas Rend-bérház, Margit körút 5/a.
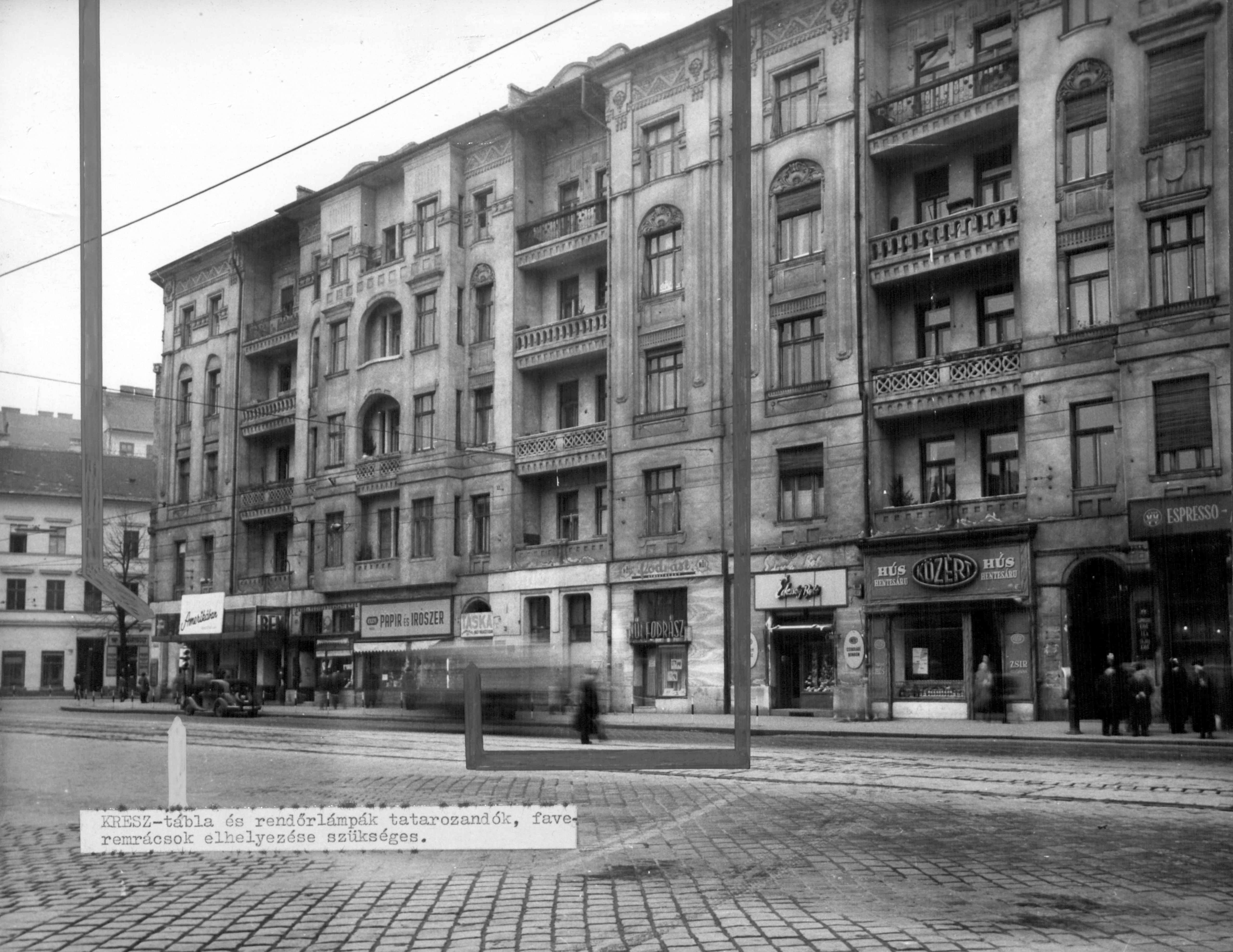
Budai Irgalmas Rend-bérház, Margit körút 5/b.
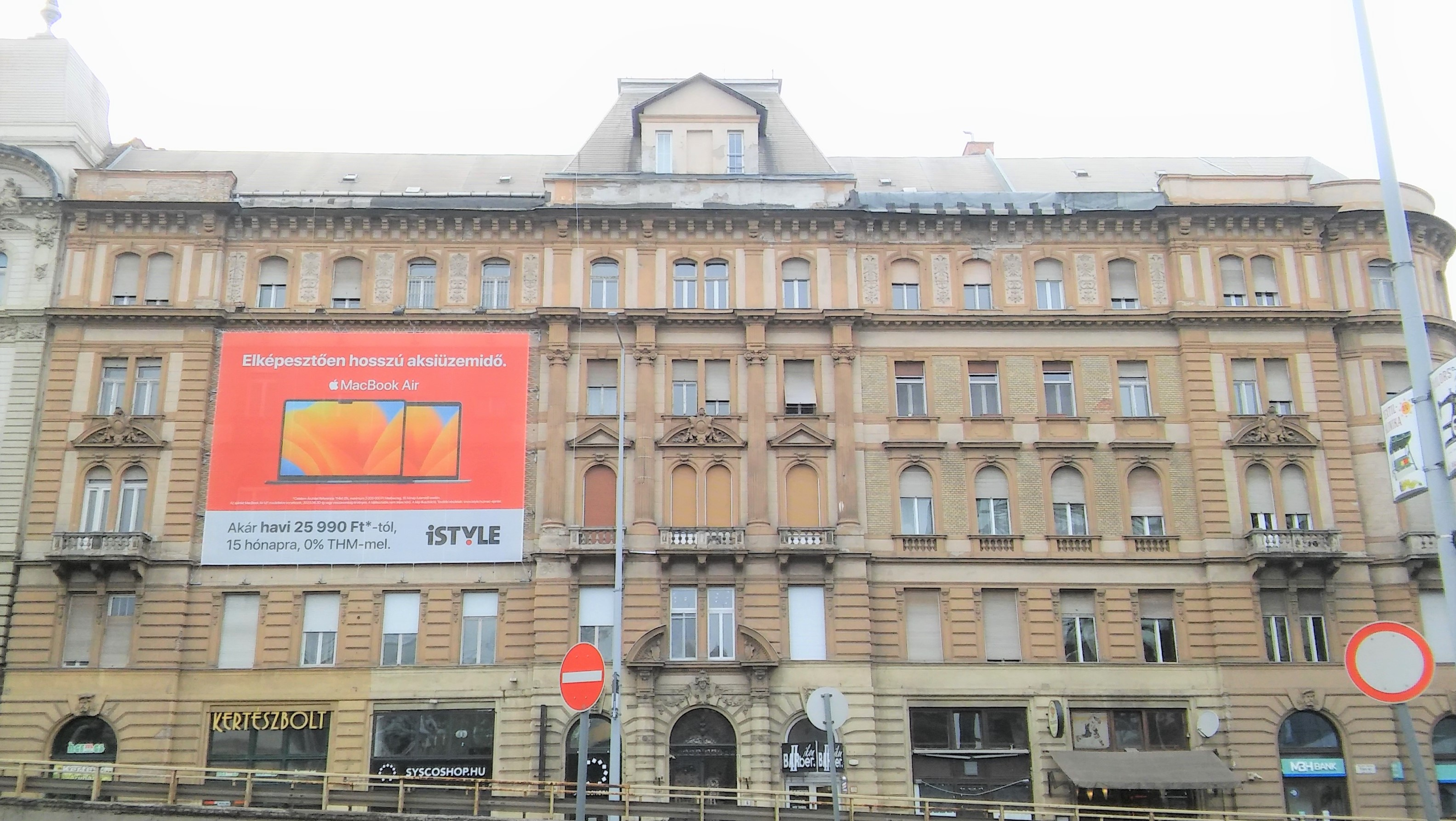
Frankl-bérház, Váci út 6. (kivitelező)